# Amstel Gold Race 1991
De 26ste editie van de Amstel Gold Race vond plaats op 27 april 1991. Het parcours, met start in Heerlen en finish in Maastricht, had een lengte van 244 kilometer. Aan de start stonden 185 renners, waarvan 123 de finish bereikten. 
Door chaotische taferelen met publiek, renners en volgerskaravaan op de Keutenberg tijdens de vorige editie is besloten deze helling te weren uit de Amstel Gold Race. Ook de chaos aan de finish in Meerssen deed de organisatie besluiten Maastricht als finishlocatie te kiezen. De finish werd gelegd op de Maasboulevard.
Het parcours verandert drastisch ten opzichte van voorgaande jaren, Keutenberg, Slingerberg, Schweiberg en Adsteeg verdwijnen, in de plaats daarvan worden de Sint-Pietersberg, Toupsberg, Eperheide, Piemert, Rasberg en Daalhemerweg toegevoegd.

## Verloop
Dirk De Wolf is in de finale solo vooruit, als Maurizio Fondriest een aanval plaatst. Op de Fromberg pikt hij de tussen hem en De Wolf fietsende Luc Suykerbuyk op en sluit niet veel later samen met hem aan bij De Wolf. Ook Frans Maassen weet aan te sluiten. Op de Cauberg versnelt Maassen, Suykerbuyk lost. Met circa tien seconden voorsprong beginnen de drie koplopers aan de laatste kilometer. De Wolf begint aan de sprint, maar Maassen klopt hem en Fondriest.

## Hellingen
De 18 hellingen gerangschikt op voorkomen op het parcours.

| 1. Toupsberg 2. Raarberg 3. Ubachsberg 4. Hulsberg 5. Mingersberg 6. Gulperberg 7. Koning van Spanje 8. Vijlenerbos 9. Eperheide | 10. Piemert 11. Sint-Pietersberg 12. Rasberg 13. Daalhemerweg 14. Eyserbosweg 15. Fromberg 16. Sibbergrubbe 17. Cauberg 18. Berg |

## Uitslag
| rang | renner             | land      | tijd       |
| ---- | ------------------ | --------- | ---------- |
| 1    | Frans Maassen      | Nederland | 6u 04' 46" |
| 2    | Maurizio Fondriest | Italië    | z.t.       |
| 3    | Dirk De Wolf       | België    | z.t.       |
| 4    | Thierry Laurent    | Frankrijk | op 10"     |
| 5    | Eric Vanderaerden  | België    | op 16"     |
| 6    | Olaf Ludwig        | Duitsland | z.t.       |
| 7    | Laurent Jalabert   | Frankrijk | z.t.       |
| 8    | Carlo Bomans       | België    | z.t.       |
| 9    | Jelle Nijdam       | Nederland | z.t.       |
| 10   | Johan Museeuw      | België    | z.t.       |

1966 · 1967 · 1968 · 1969 · 1970 · 1971 · 1972 · 1973 · 1974 · 1975 · 1976 · 1977 · 1978 · 1979 · 1980 · 1981 · 1982 · 1983 · 1984 · 1985 · 1986 · 1987 · 1988 · 1989 · 1990 · 1991 · 1992 · 1993 · 1994 · 1995 · 1996 · 1997 · 1998 · 1999 · 2000 · 2001 · 2002 · 2003 · 2004 · 2005 · 2006 · 2007 · 2008 · 2009 · 2010 · 2011 · 2012 · 2013 · 2014 · 2015 · 2016 · 2017 · 2018 · 2019 · 2020 · 2021 · 2022 · 2023 · 2024

Lijst van beklimmingen